# 6 décembre 1967
Le mercredi 6 décembre 1967 est le 340e jour de l'année 1967.

## Naissances
- Arnaldo Mesa (mort le 17 décembre 2012), boxeur cubain
- Claire Wendling, illustratrice française
- Evelyn Farkas, fonctionnaire américaine
- Fiona Geaves, joueuse de squash anglaise
- Germano Pierdomenico, cycliste italien
- Henri Dikongué, musicien camerounais
- Jack Owen, musicien américain
- Judd Apatow, cinéaste américain
- Kendra Wenzel, coureuse cycliste américaine
- Lucia Rijker, boxeuse professionnelle et actrice originaire des Pays-Bas
- Marko Simeunovič, joueur de football slovène

## Décès
- Óscar Diego Gestido (né le 28 novembre 1901), personnalité politique uruguayenne
- Adolf Rosenberger (né le 8 avril 1900), homme d'affaires et un pilote automobile allemand
- Dmitry Timofeyevich Kozlov (né le 4 novembre 1896), militaire soviétique
- Edgard Clercx (né le 2 juin 1873), architecte belge
- Gilbert Gunn (né en 1905), réalisateur britannique

## Événements
- Création du journal espagnol As
- Création du musée royal de l'Alberta